# Salaga

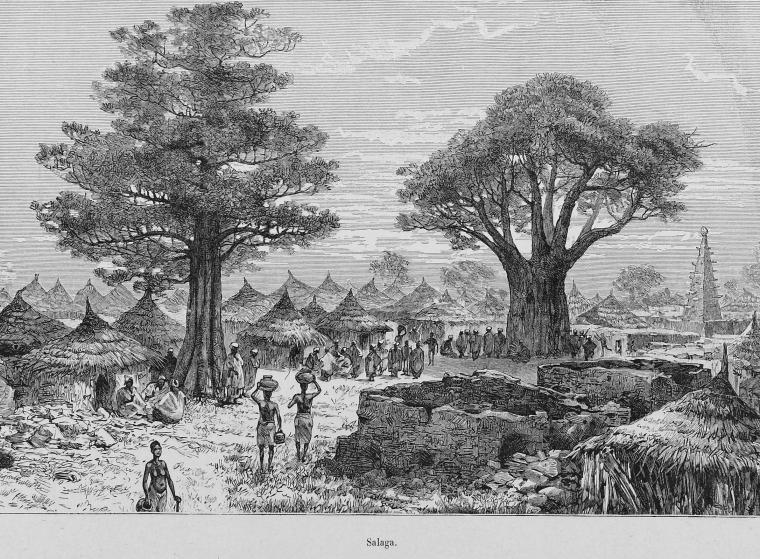
La població el 1892

Salaga és una ciutat, capital del districte d'East Gonja, a la regió Northern (del Nord o Septentrional) de Ghana. La seva població el 2012 era de 25.472 habitants. El seu nom deriva del dagomba "salgi" que vol dir "Esdevenir un lloc habitual de residència".
Als segles xviii i xix fou un mercat clau pel tràfic de cola del qual la població va tenir un virtual monopoli en el comerç entre el nord i sud; estava situada al punt més al sud al que arribaven les caravanes del Sahel el que li va valer el nom de la "Timbuctu del sud" per la seva població cosmopolita i el comerç força variat. Estava sota autoritat dels reis de Gonja però hi vivien tant gonjes com hausses, wangares, dagombes, gurmes i altres grups ètnics. El seu mercat enllaçava al Sahel amb la costa sud a través de les poblacions dagombes de Kpabia i Yendi. El bestiar i els cacauets eren portats des de Yendi al mercat de Salaga; era principalment el punt des del que la cola era transportada des de la moderna Ghana al nord de Nigèria. També fou un potent centre d'esclaus del nord cap a la costa però al segle xix aquest negoci va entrar en decadència. Els esclaus eren portats a Jamestown (avui un districte d'Accra) on eren venuts i per això avui dia el mercat del districte de Jamestown es diu "Salaga Market".
El territori estava entre els territoris britànics de la Costa d'Or i els territoris alemanys del Togo i Gran Bretanya i Alemanya el van declarar neutral el 1888 junt amb el país de Kradji i el país de l'Alt Volta. El 1890 la zona va quedar en poder de Gran Bretanya. El 1892 una guerra civil va provocar l'èxode de milers d'habitants d'ètnia zongo de tota la zona.